# 로렌스 카오
로런스 카오(Lawrence Kao, 1985년 5월 14일 ~ )는 미국의 배우이다.
아시엔다하이츠에서 태어났다.

## 영화
- 파이브 갤럭시스 (2019, 5 Galaxies) - 잭 역
- 럭키 피프티 (2019년)
- 허니: 라이즈 업 앤 댄스 (2018년)
- 아이 헤이트 유 (2017년)
- 맥스 스틸 (2016년) - 닥터 리 역
- 인서전트 (2015년)
- 더 420 무비: 메리 & 제인 (2014년)